# Церковь Евфимия (Кирилло-Белозерский монастырь)
Больничная церковь Евфимия Великого — небольшой больничный храм на территории Большого Успенского монастыря, в южной его части. Рядом находятся Большие больничные палаты. Последнее культовое сооружение монастыря и единственная каменная шатровая церковь.

## Описание

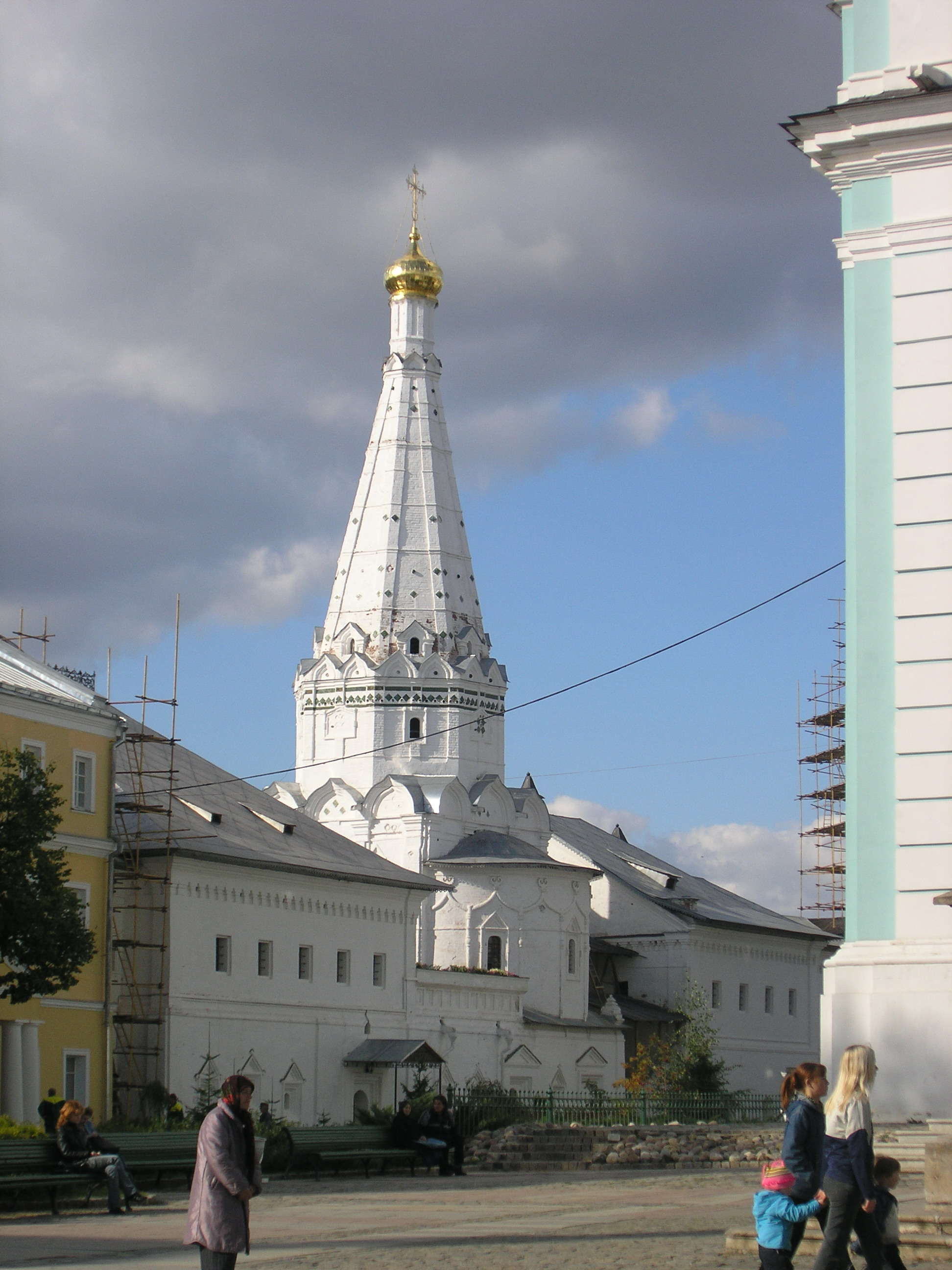
Прообраз — церковь Зосимы и Савватия при больничных палатах в Троице-Сергиевой Лавре.

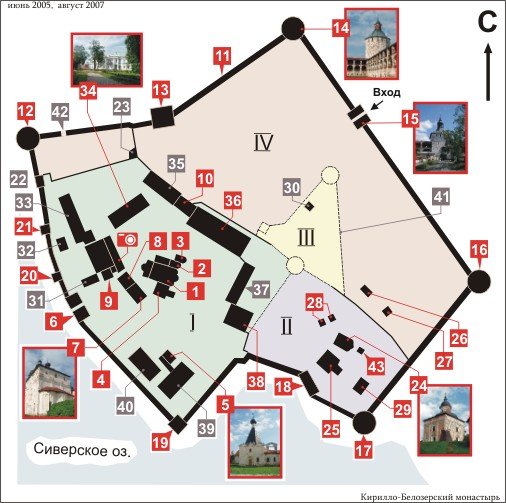
Больничная церковь Евфимия Великого отмечена числом 5

Церковь выделяется в общем ансамбле своим шатром, перекликаясь с завершением башен ограды. Судя по всему это попытка создать реплику первой каменной больничной церкви Зосимы и Савватия в Троице-Сергиевом монастыре местными мастерами. Был скопирован шатёр и два ряда кокошников, однако основной объём такой как у стоящей неподалёку церкви епископа Епифания Кипрского. Шатёр сделали положе, а кокошники по местной традиции выступают прямо из кровли, так как восьмерик снаружи отсутствует. Слуховые окна и изразцы шатра тоже не воспроизведены, вместо них традиционный незамысловатый кирпичный узор. Лопатками фасады членятся на прясла. Главка луковичная. С юго-запада пристроена трапезная, над ней однопролётная звонница псковского типа. Колокола появились в 2000-е (2008—2009), причём уже в 1909 году их не было, однако в начале 1980-х на звоннице было два малых колокола. Церковь соединена с сенями Больших больничных палат проходом. В начале XX века существовала маленькая паперть на северо-западном фасаде. Современная кровля XIX века, до этого была зелёная наливная черепица. Тогда же (в XIX веке) были закрыты 2 ряда кокошников. Апсида одна, украшена сверху декоративным поясом. Барабан над шатром и под главкой также украшен декором, но окон в отличие от прообраза не имеет.

## Галерея

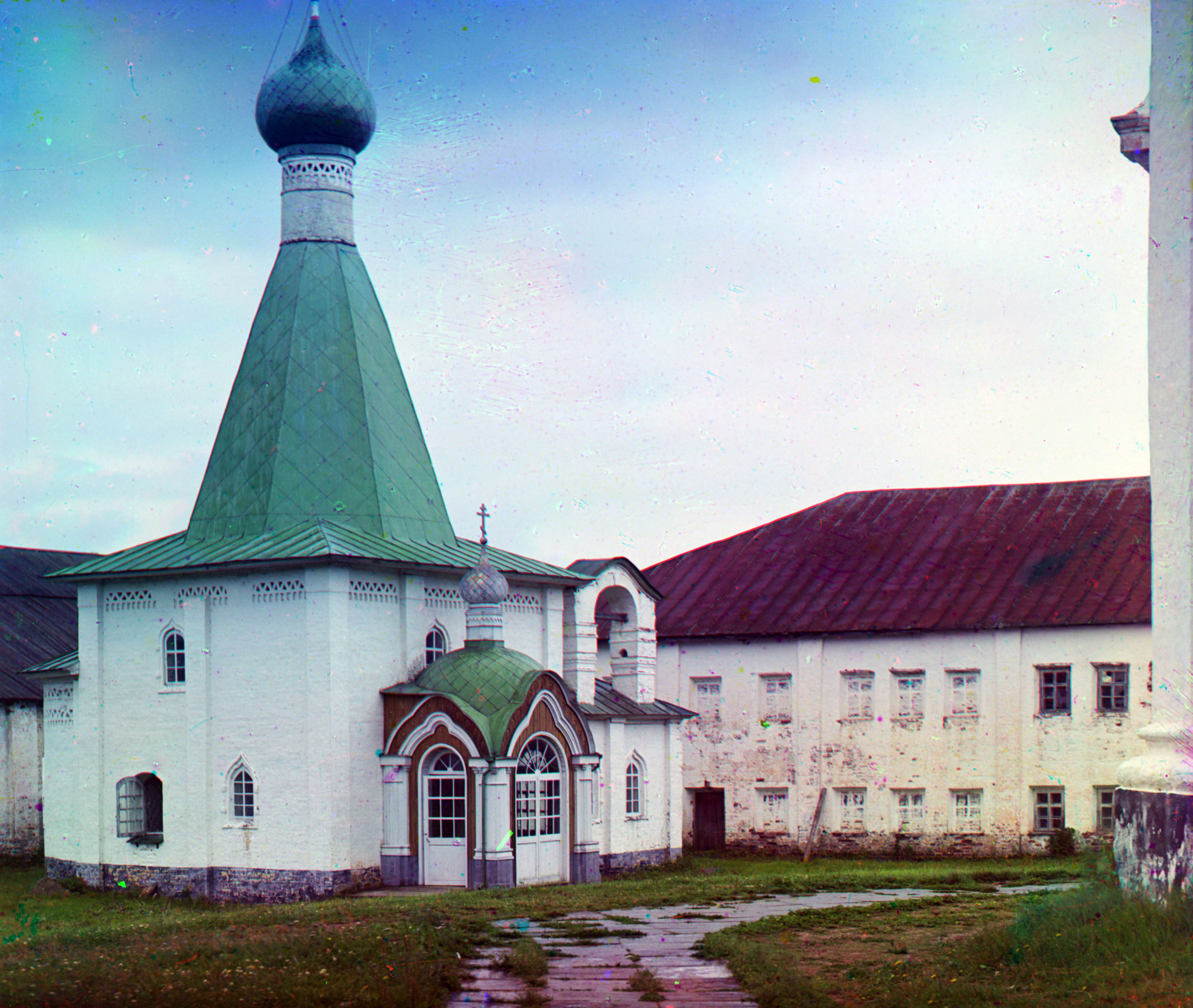
Церковь Евфимия на фотографии С. М. Прокудина-Горского в 1909 г.
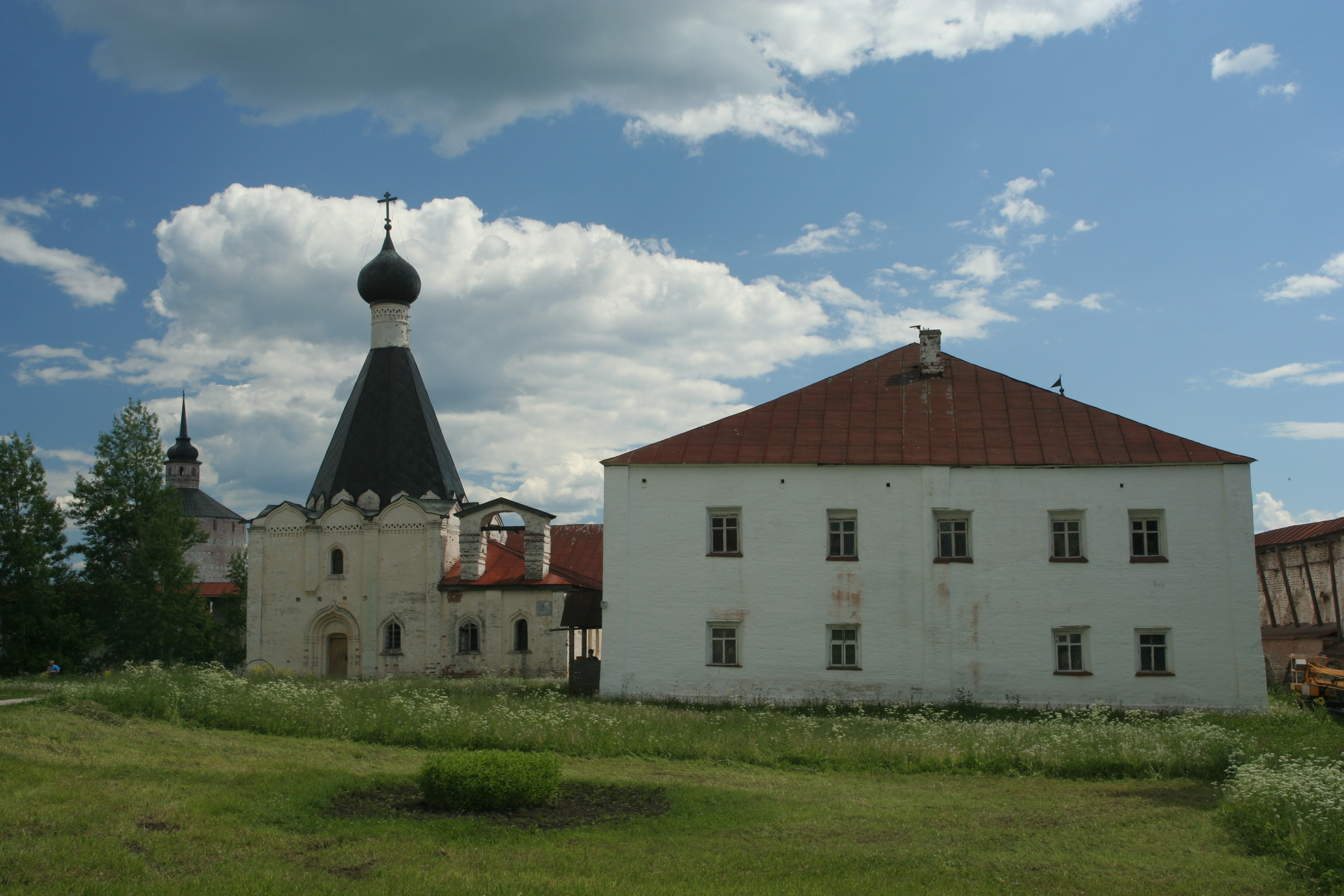
Вид с севера с Духовным училищем
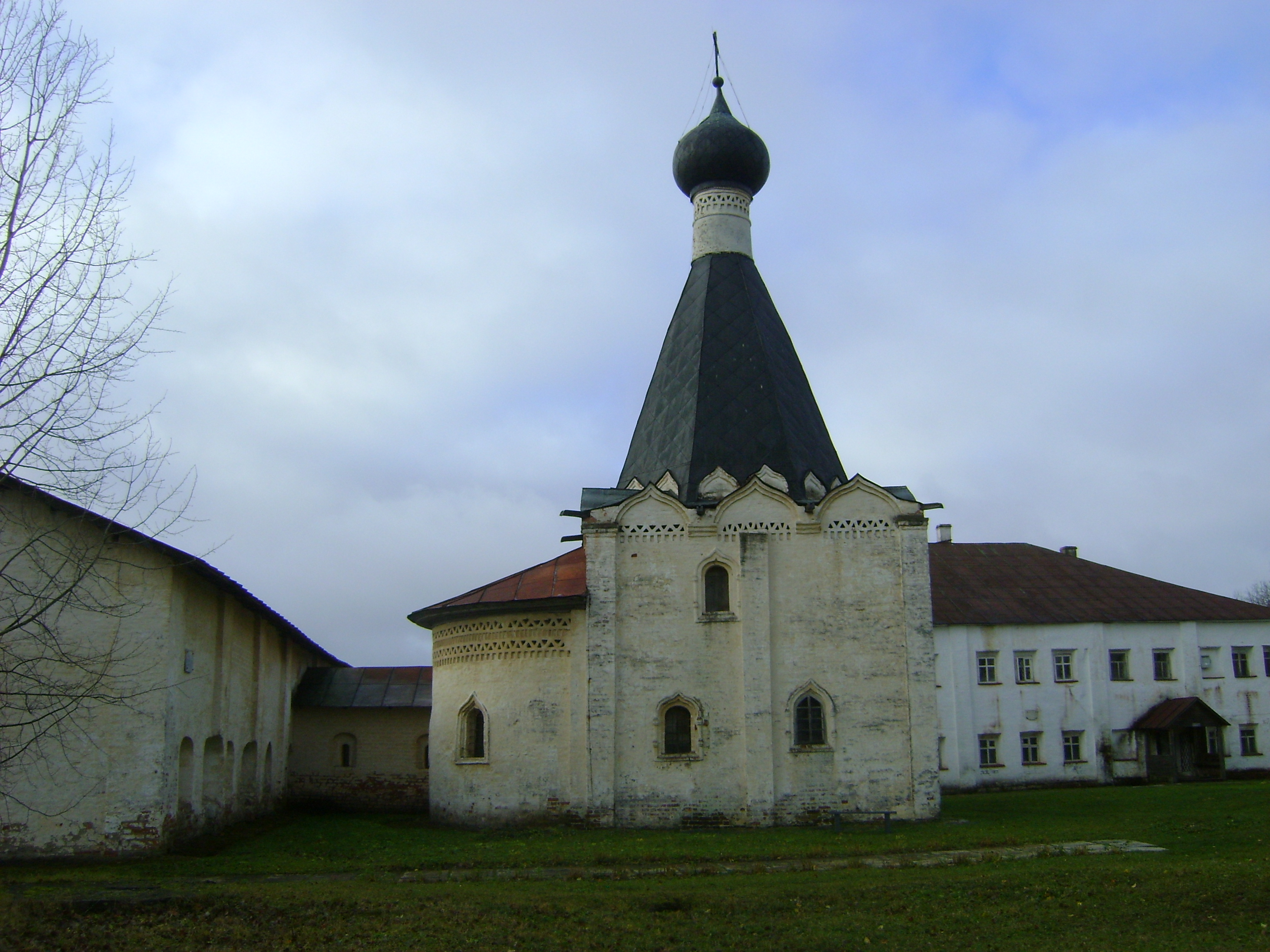
Вид с востока
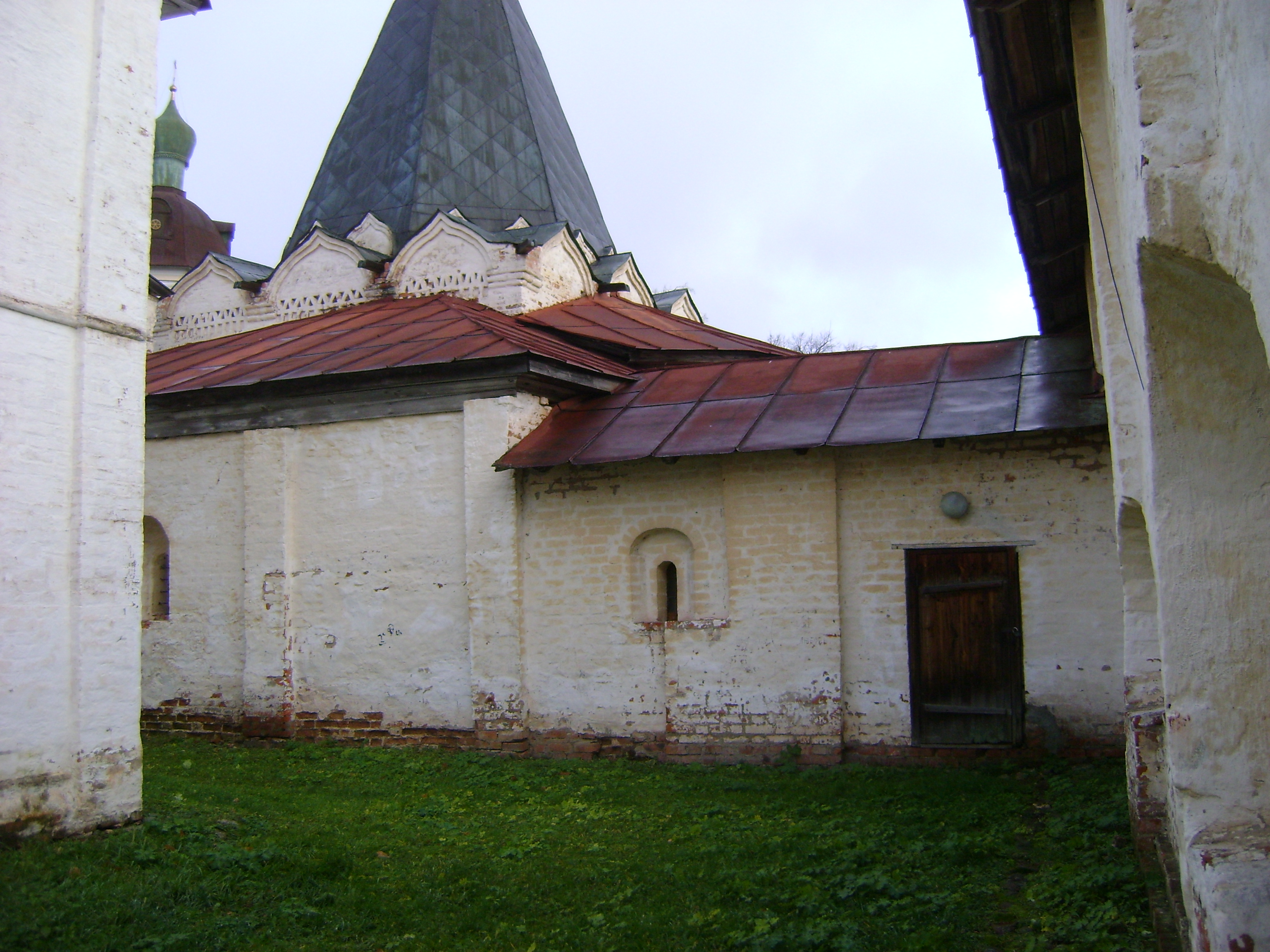
Вид на проход и трапезную с запада
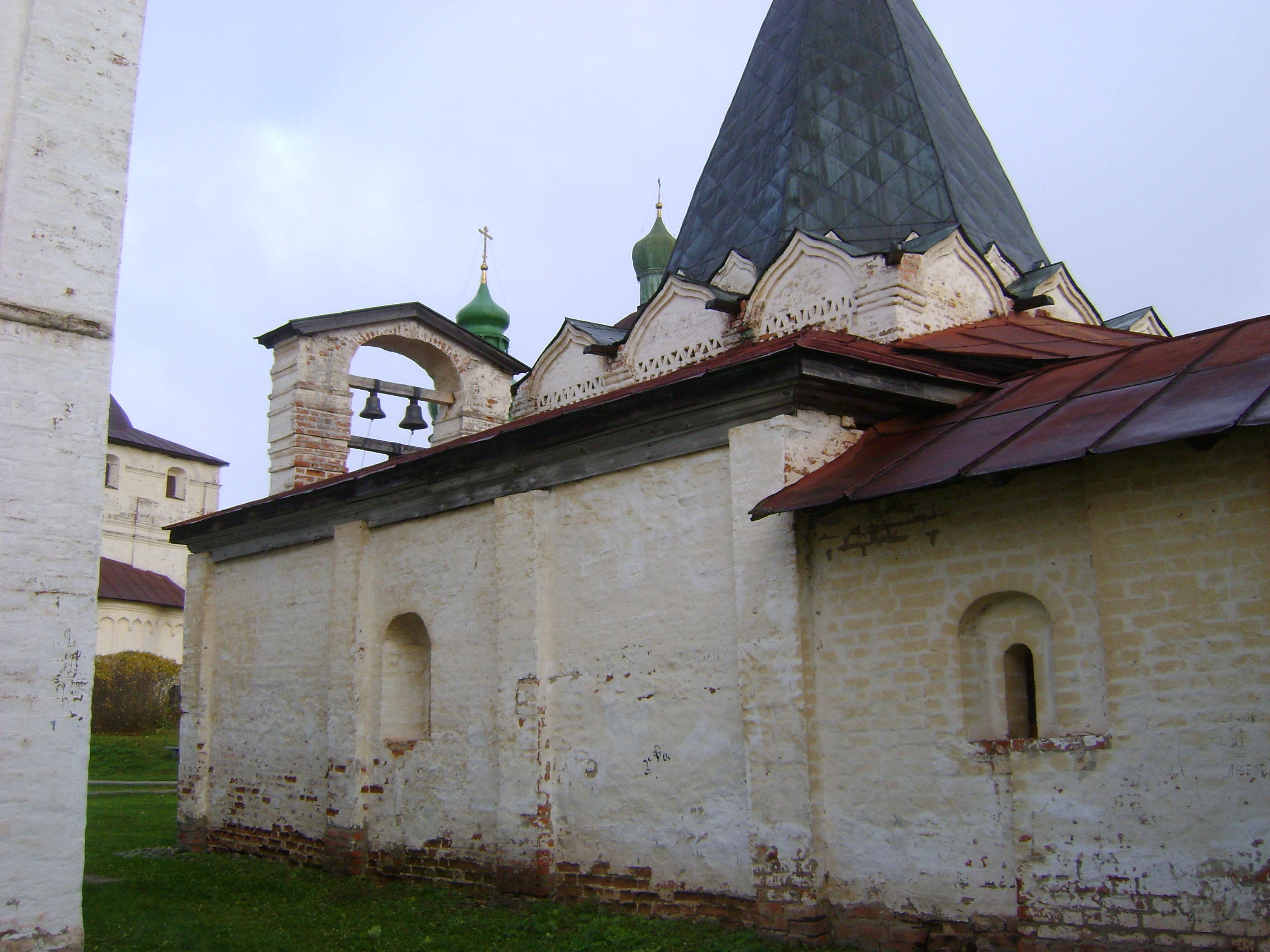
Трапезная
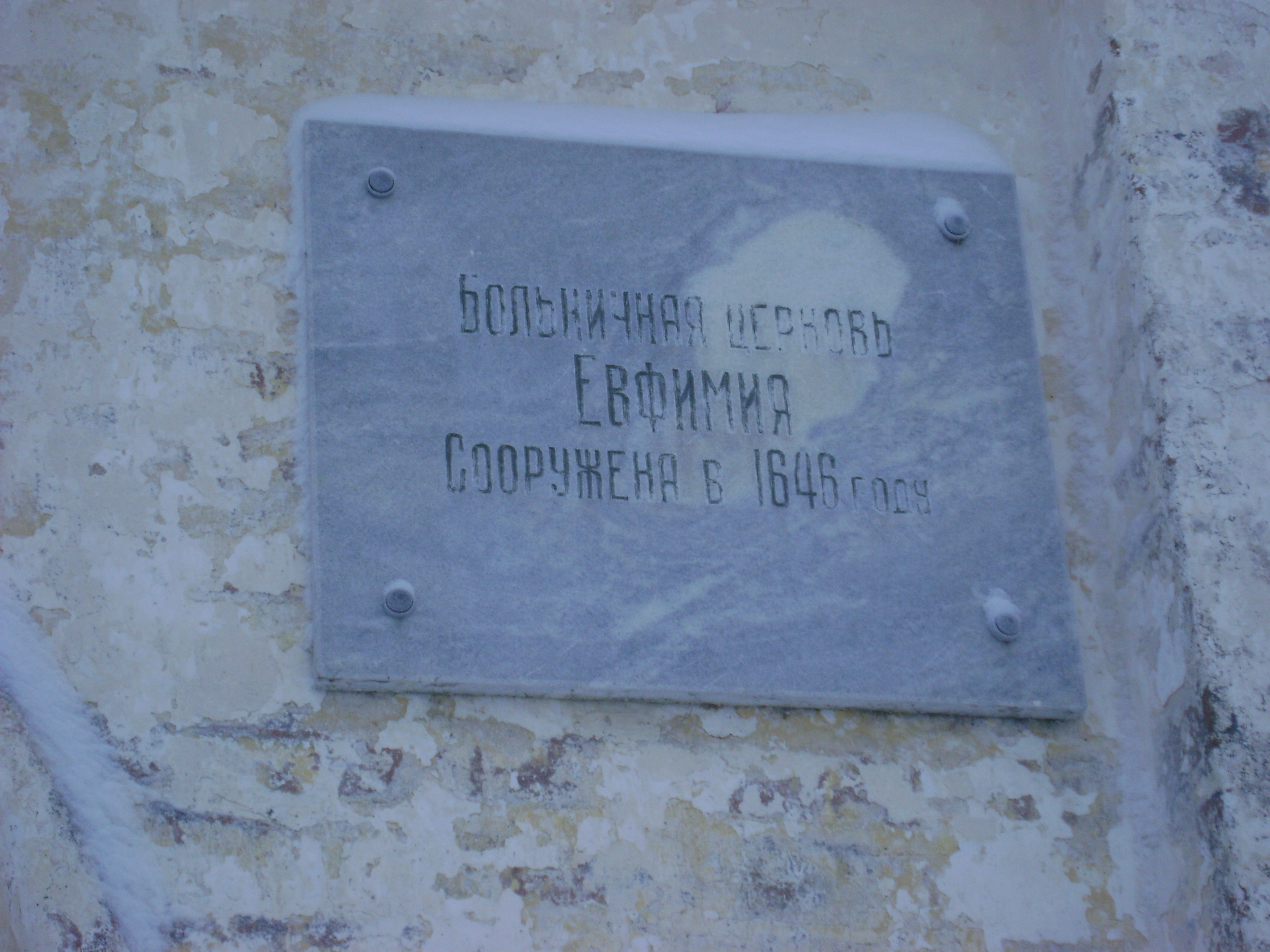
Табличка на церкви
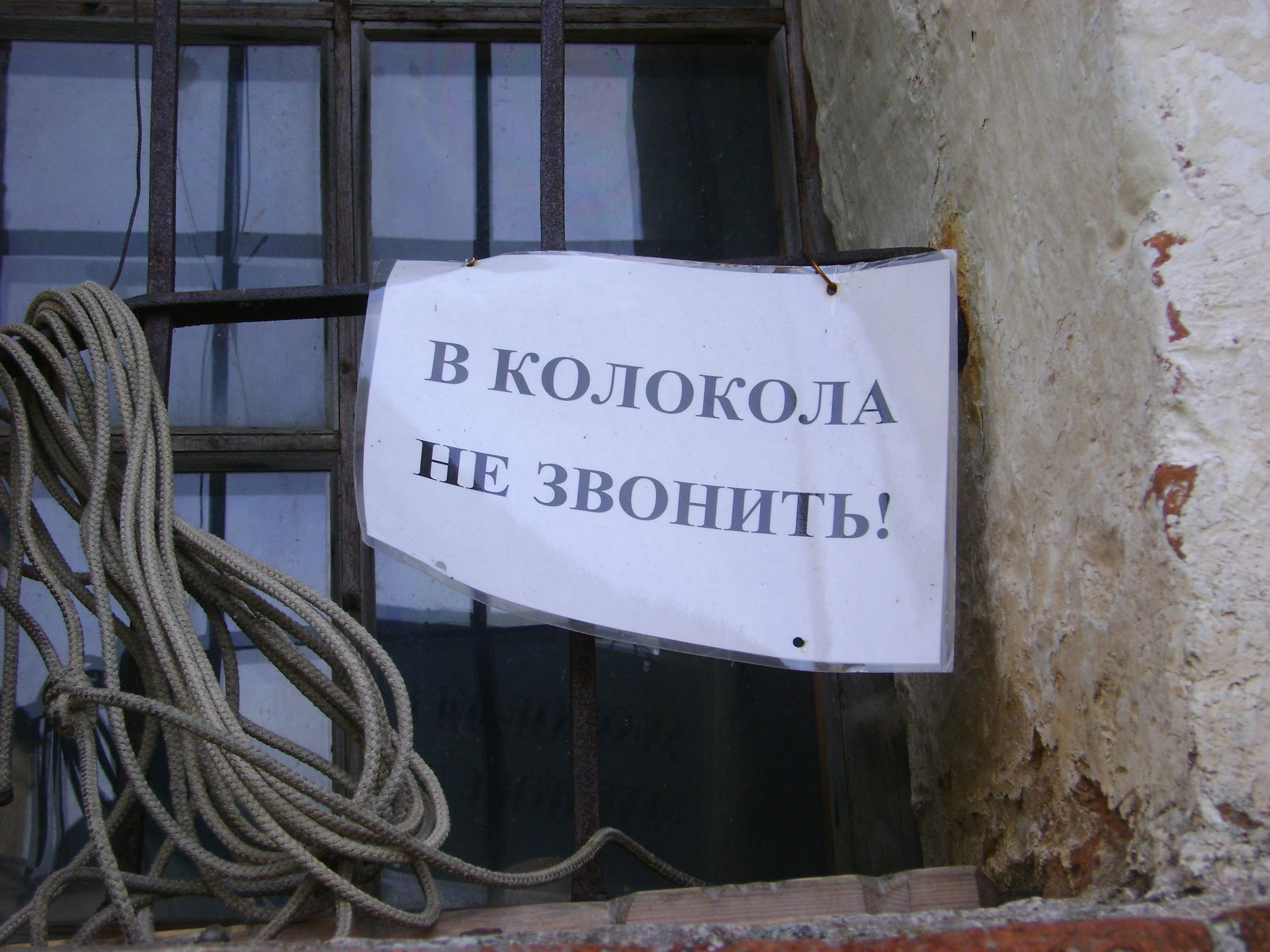
Объявление под звонницей
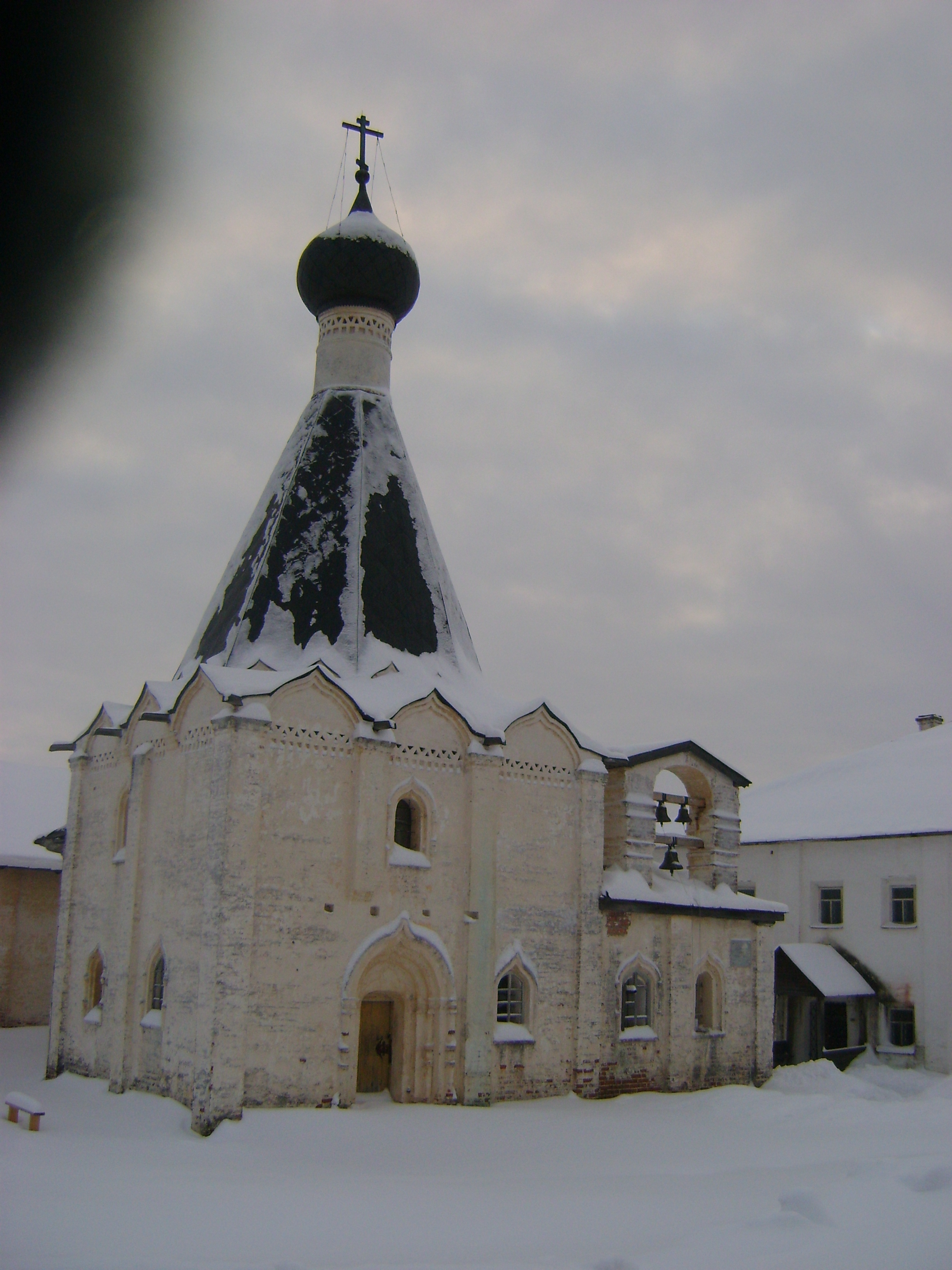
Северный фасад